# Super Monkey Ball: Step and Roll
Super Monkey Ball: Step and Roll est un jeu de type party game sorti le 12 février 2010 en France et le 9 février 2010 aux États-Unis. Il a été développé et édité par Sega. Le titre propose de nombreux défis et casse-têtes dont le but est de faire rouler un singe enfermé dans une boule en inclinant le décor à l'aide de la Wiimote ou du Wii Balance Board.

## Système de jeu
Le gameplay est similaire aux épisodes précédents de la série des Super Monkey Ball. Le joueur doit guider une boule à l'aide de la Wiimote et éviter qu'elle tombe dans le vide. Le joueur a 60 secondes pour se rendre à la ligne d'arrivée. Le jeu peut aussi être joué avec le Wii Balance Board.

## Accueil
- Jeuxvideo.com : 12/20[1]